# Monasterio de Santa María (Gerri de la Sal)
El monasterio de Santa María está situado en la población de Gerri de la Sal en la comarca catalana del Pallars Sobirá, a las orillas del río Noguera Pallaresa.

## Historia
Sus orígenes son del año 807 cuando bajo la advocación de san Vicente se inició una comunidad monástica, pasando en el año 839, bajo la regla de San Benito. Se encontraba bajo la jurisdicción del obispado de Urgel, contribuyendo a la evangelización del Pallars después del dominio sarraceno. En el año 966 consiguieron la protección directa de la Santa Sede con la advocación de Santa María, pasando a depender del monasterio de San Víctor de Marsella.

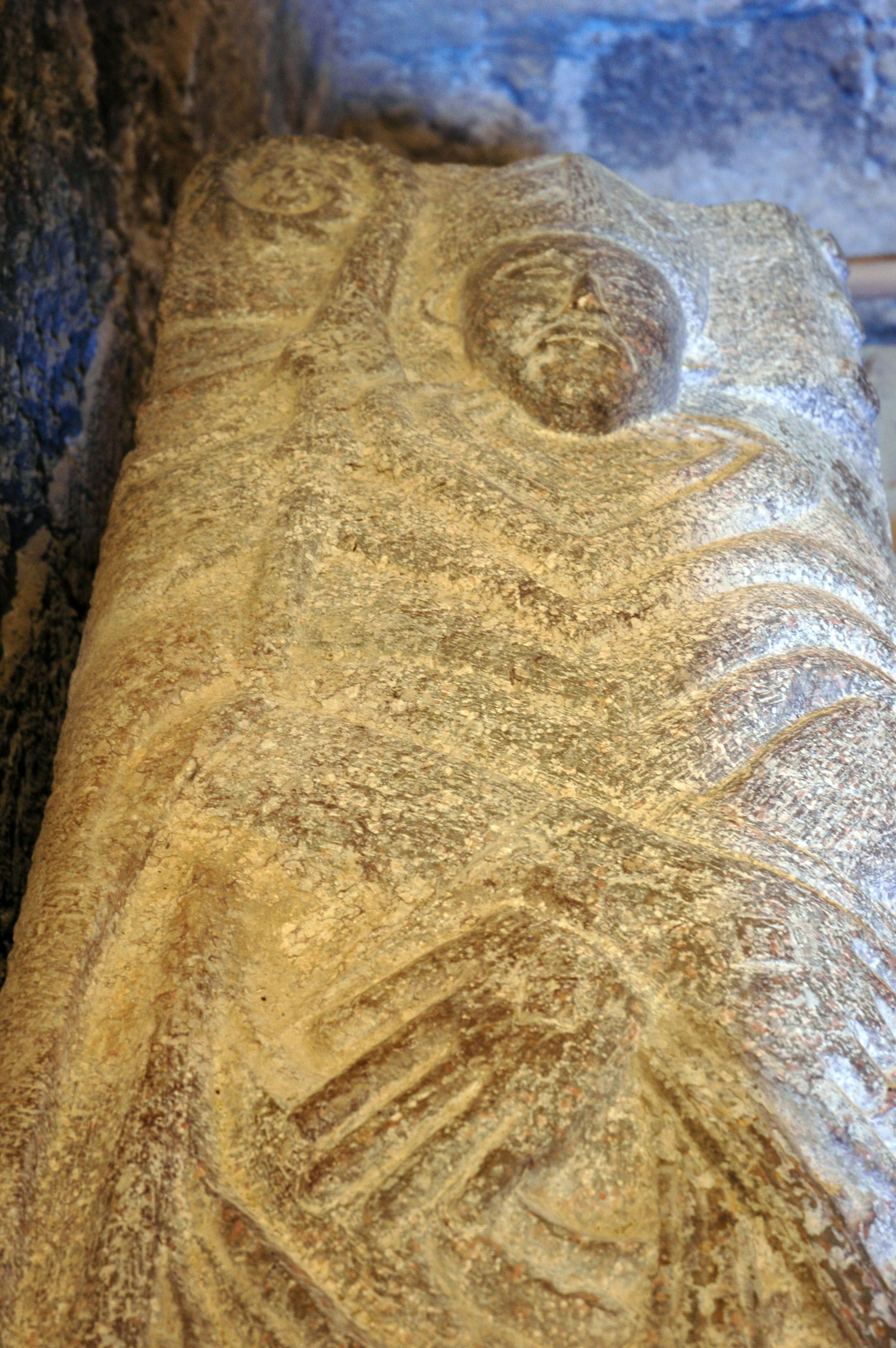
Tumba de Ot de Urgel

San Ot de Urgel, obispo de Urgel, favoreció mucho al monasterio, procurándole la restitución de bienes; lo dirigió durante un tiempo como abad poco antes de su muerte, —el día 7 de julio del año 1122— la cual le ocurrió precisamente en el monasterio de Gerri, donde se encuentra su tumba.
En el año 1190 todas sus posesiones pasaban bajo la protección directa del rey Alfonso II. Llegó a ser el monasterio más rico del obispado de Urgell por las grandes donaciones que recibió entre los siglos XII y XIII y fue a partir del siglo XIV, cuando inició su decadencia. Una bula del papa Clemente VIII, en el año 1592, hace que deje de depender del monasterio de Marsella y se incorpore a la Congregación Claustral de Tarragona, nombrando a Lluís Sanç, obispo de Solsona, como nuevo abad.
En la desamortización de 1835 se procedió a su exclaustración.

## El edificio

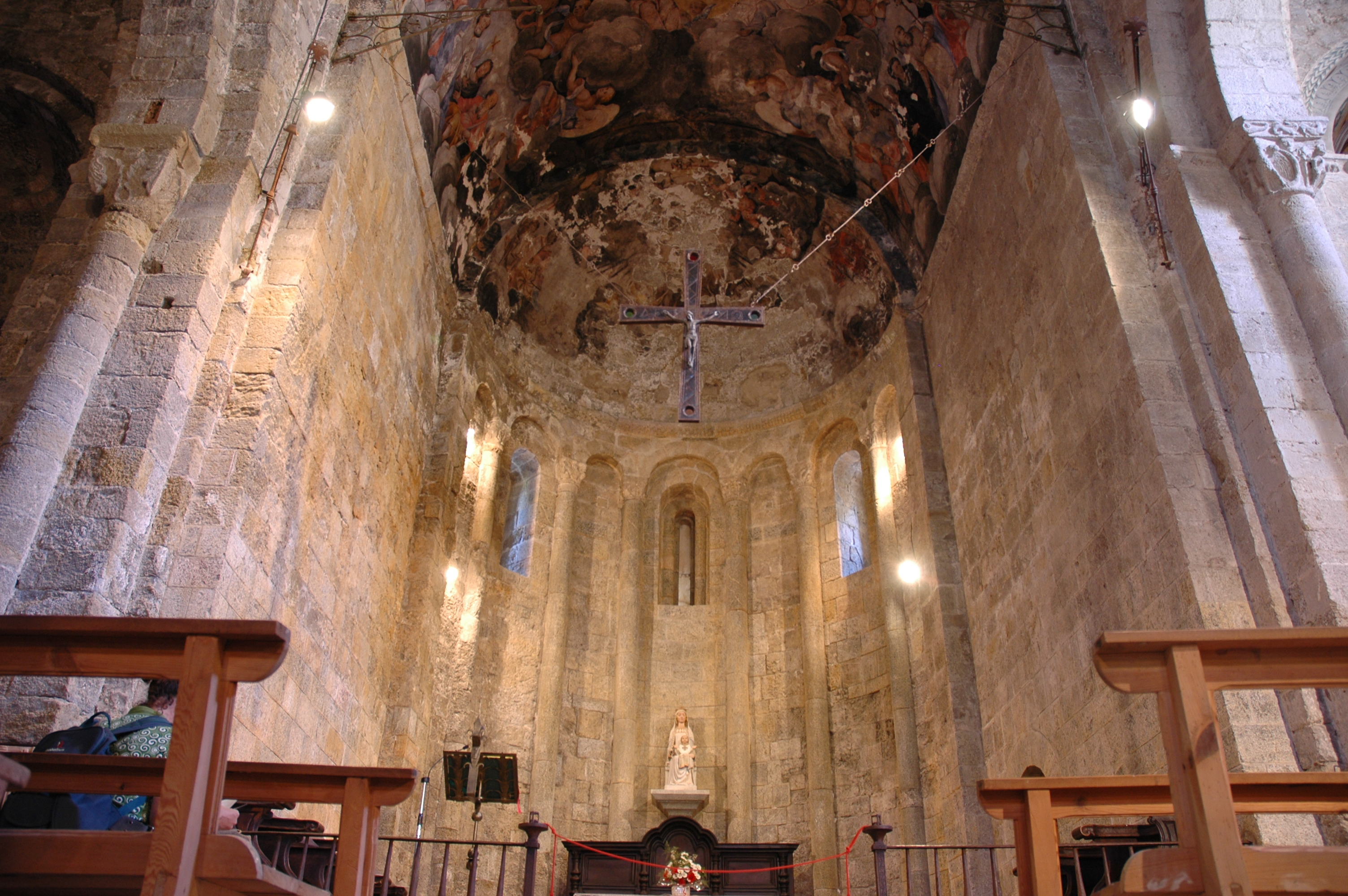
Ábside central

Del conjunto monástico, la iglesia es lo que se conserva, pues del resto solo quedan ruinas.
El edificio es el construido durante el siglo XII, tiene planta basilical de tres naves, sin transepto y con tres ábsides semicirculares, los laterales abiertos en la nave y el central, mucho más amplio; le precede un presbisterio en un nivel más bajo que la nave.
La nave central tiene cubierta de bóveda de cañón y de cuarto de esfera las laterales, las bóvedas están reforzadas por arcos torales. El ábside central está decorado con siete arcuaciones, sostenidas por semicolumnas con los capiteles esculpidos, parecidos en su construcción a los del monasterio de San Pedro de Galligans.
En el interior de la iglesia se encuentran treinta capiteles en total labrados con motivos vegetales, animales fantásticos, monstruos, ángeles y personajes con leones o serpientes.

## Exterior

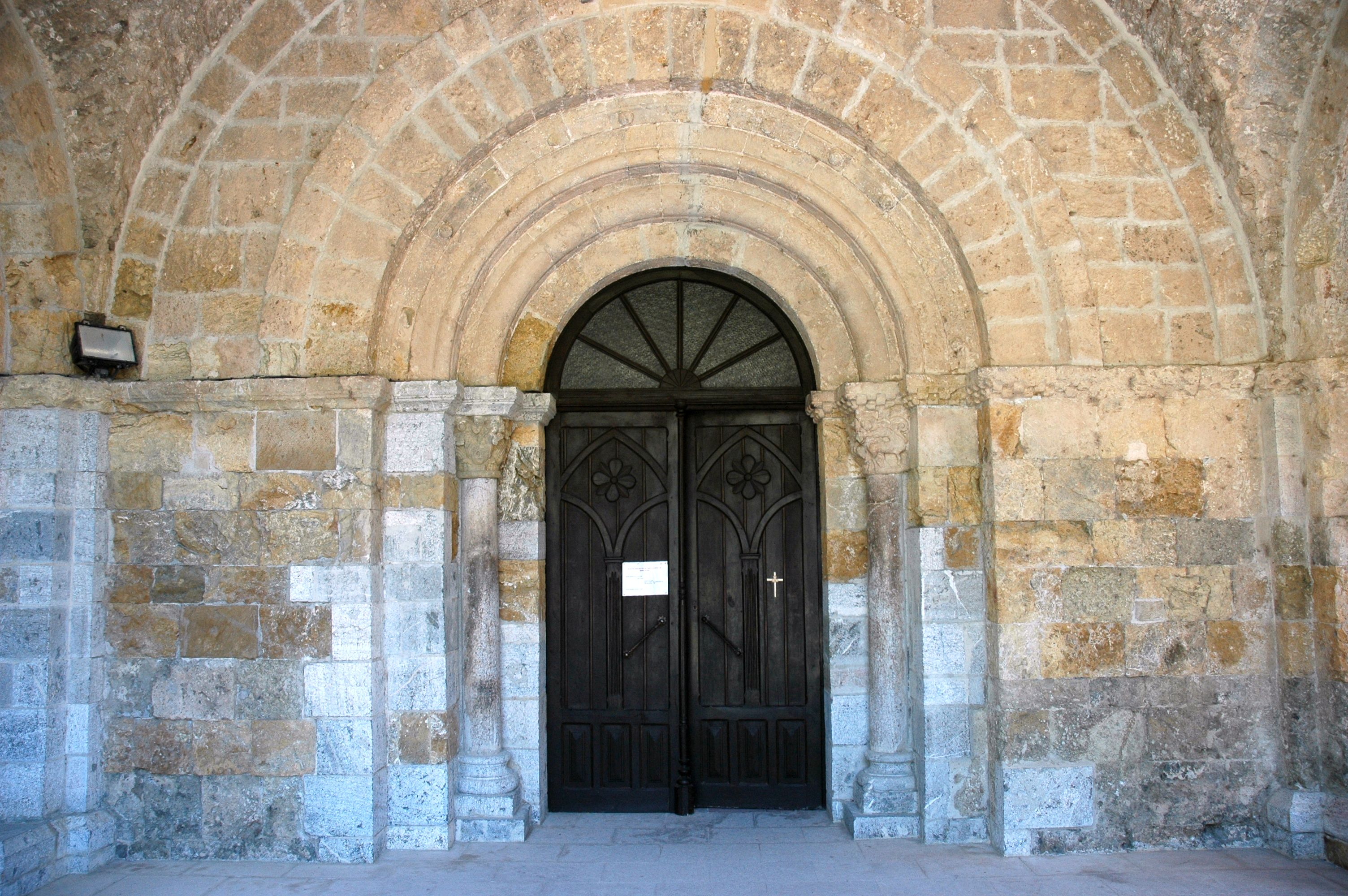
Portada oeste

El templo conserva tres puertas, la de la fachada sur que comunica con el cementerio, ha estado muy reformada; la del muro norte es la que daba a las dependencias monacales y al claustro.
En la fachada oeste, se encuentra la puerta de entrada principal con arco de medio punto y tres arquivoltas en degradación y un guardapolvo formado por una moldura lisa. Los arcos descansan sobre una imposta con decoración ajedrezada.
Tiene un campanario de espadaña de tres pisos, con dos aberturas en los dos niveles primeros y una en el superior; todos los huecos están formados con arcos de molduras trilobuladas.